# Лијешње (Колашин)
Лијешње је насеље у општини Колашин у Црној Гори. Према попису из 2003. било је 28 становника (према попису из 1991. било је 53 становника).

## Историја
У XIV вијеку, прије доласка Турака у ове крајеве село се звало Брезно. Већа скупина Ровчана су потомци кнеза Богдана Љешњанина који је из Чева, због крвне освете, прво преселио у село Лијешње – Љешанска нахија, а потом и тамо пао на крв и поново се сели у данашња Ровца (село Лијешње). То је било негдје у првој половини XIV вијека, прије доласка Турака у ове крајеве. Касније у XV, XVI и XVII вијеку Лијешње је било највеће село у Ровцима.
Село је било најразвијеније у доба 70-их и имало је преко 300 становника, осмогодишњу школу, продавницу (која је била у власништву „Велетрговине”), двије кафане. Омладина Лијешња је такође имала купалиште Кичевац, али га је временом вода однијела.

## Лијешње данас
Од свега тога у Лијешњу је остала једна продавница која ради веома лоше јер нема гостију. Школа је одавно затворена,али пошто у Лијешњу борави двоје ђеце предшколског узраста има наговјештаја да ће школа бити поново отворена.

## Знаменитости
У Лијешњу се налази споменик чувеног ровачког јунака,сердара Петра Булатовића-Реџа Даничина.У мјесту Брезе налазе се зидине чардака кнеза Богдана Љешњанина.

## Демографија
У насељу Лијешње живи 27 пунолетних становника, а просечна старост становништва износи 53,3 година (47,8 код мушкараца и 58,0 код жена). У насељу има 17 домаћинстава, а просечан број чланова по домаћинству је 1,65.
Становништво у овом насељу веома је хетерогено, а у последња три пописа, примећен је пад у броју становника.
|  |

| Демографија | Демографија | Демографија |
| Година      | Становника  | Становника  |
| ----------- | ----------- | ----------- |
|             |             |             |
|             |             |             |
|             |             |             |
|             |             |             |
| 1948.       | 249         |             |
| 1953.       | 245         |             |
| 1961.       | 235         |             |
| 1971.       | 169         |             |
| 1981.       | 106         |             |
| 1991.       | 53          | 53          |
| 2003.       | 28          | 28          |
|             |             |             |

| Етнички састав према попису из 2003.‍ | Етнички састав према попису из 2003.‍ | Етнички састав према попису из 2003.‍ | Етнички састав према попису из 2003.‍ | Етнички састав према попису из 2003.‍ |
| ------------------------------------ | ------------------------------------ | ------------------------------------ | ------------------------------------ | ------------------------------------ |
|                                      |                                      |                                      |                                      |                                      |
| Црногорци                            | Црногорци                            |                                      | 14                                   | 50,0%                                |
| Срби                                 | Срби                                 |                                      | 12                                   | 42,85%                               |
| непознато                            | непознато                            |                                      | 0                                    | 0,0%                                 |

| Година пописа     | 1948. | 1953. | 1961. | 1971. | 1981. | 1991. | 2003. |
| ----------------- | ----- | ----- | ----- | ----- | ----- | ----- | ----- |
| Број домаћинстава | 54    | 54    | 63    | 41    | 32    | 28    | 17    |

| Број чланова      | 1  | 2 | 3 | 4 | 5 | 6 | 7 | 8 | 9 | 10 и више | Просек |
| ----------------- | -- | - | - | - | - | - | - | - | - | --------- | ------ |
| Број домаћинстава | 17 | 7 | 9 | 1 | 0 | 0 | 0 | 0 | 0 | 0         | 0      |

| Пол    | Укупно | Неожењен/Неудата | Ожењен/Удата | Удовац/Удовица | Разведен/Разведена | Непознато |
| ------ | ------ | ---------------- | ------------ | -------------- | ------------------ | --------- |
| Мушки  | 12     | 5                | 4            | 2              | 1                  | 0         |
| Женски | 15     | 5                | 4            | 6              | 0                  | 0         |
| УКУПНО | 27     | 10               | 8            | 8              | 1                  | 0         |

| Пол    | Укупно                    | Пољопривреда, лов и шумарство | Рибарство                            | Вађење руде и камена | Прерађивачка индустрија       |
| ------ | ------------------------- | ----------------------------- | ------------------------------------ | -------------------- | ----------------------------- |
| Мушки  | 3                         | 3                             | 0                                    | 0                    | 0                             |
| Женски | 1                         | 0                             | 0                                    | 0                    | 0                             |
| УКУПНО | 4                         | 3                             | 0                                    | 0                    | 0                             |
| Пол    | Производња и снабдевање   | Грађевинарство                | Трговина                             | Хотели и ресторани   | Саобраћај, складиштење и везе |
| Мушки  | 0                         | 0                             | 0                                    | 0                    | 0                             |
| Женски | 0                         | 0                             | 0                                    | 0                    | 0                             |
| УКУПНО | 0                         | 0                             | 0                                    | 0                    | 0                             |
| Пол    | Финансијско посредовање   | Некретнине                    | Државна управа и одбрана             | Образовање           | Здравствени и социјални рад   |
| Мушки  | 0                         | 0                             | 0                                    | 0                    | 0                             |
| Женски | 0                         | 0                             | 0                                    | 0                    | 0                             |
| УКУПНО | 0                         | 0                             | 0                                    | 0                    | 0                             |
| Пол    | Остале услужне активности | Приватна домаћинства          | Екстериторијалне организације и тела | Непознато            | Непознато                     |
| Мушки  | 0                         | 0                             | 0                                    | 0                    | 0                             |
| Женски | 0                         | 0                             | 0                                    | 1                    | 1                             |
| УКУПНО | 0                         | 0                             | 0                                    | 1                    | 1                             |